# 超級龍虎娘
『超級龍虎娘』（ちょうきゅうりゅうこむすめ）は、加藤夕清による日本の4コマ漫画作品。芳文社の月刊雑誌『まんがタイムきららMAX』にて2007年8月号、9月号に掲載された後、作者産休をはさんで2008年3月号から2010年5月号まで連載されていた。

## 作品概要
売れない漫画家の青年の家に、突然現れた龍娘と虎娘。3人とそれを取り巻く人たちの、少し変わった日常を描く。

## 主な登場人物
藤堂 春希（とうどう はるき）
売れない漫画家。連載開始時は20歳。
自宅の押し入れから見つけた巻物から現れた龍楼と毬虎と、現在同居中。
作品は成人向け漫画（龍楼が赤面するほどの内容）。複数の出版社を掛け持ちしている。
中学生のころ父親を交通事故で亡くしている。その父親からの遺伝のせいか、髪が薄くなりつつあり、そのことで真剣に悩んでいる節がある。
龍楼（たつろう）
龍娘。「雨雲を呼ぶ」能力を持つ。
また、「死者の魂を自分自身に乗り移らせる」能力も持つ。
体格は小柄。外見的な特徴として角と尻尾がある。
しっかりした性格で、春希の家の家事全般を担当している。
普段は優しいが怒ると怖い。春希に想いを寄せているようで、特に朔美には対抗心を燃やしている様子。
元々は天獣界で多くの兄弟たちと暮らしていたが、毬虎に連れられて人間界にやって来た。
毬虎（まりこ）
虎娘。「風を操る」能力を持つ。
グラマーな体格。外見的な特徴として耳と尻尾がある。
明るく天真爛漫な性格であり、かなりのお調子者だが、たまに鋭い観察眼を見せることもある。
また、食い意地が張っており、特にフライドチキンが好物。
普段はメイド喫茶でアルバイトをしている。
元々は天獣界に婚約者がいたが、人間界に興味を持ち、龍楼を連れて人間界にやって来た。
藤堂 朔美（とうどう さくみ）
春希の従姉妹。中学生。
春希に好意を持っている。
登場初期は龍楼と険悪な仲だったが、連載が進むにつれて徐々に打ち解けている。
日高 もも（ひだか もも）
春希の担当編集者の女性。眼鏡をかけている。作中で29歳の誕生日を迎えた。
仕事にシビアな性格で、春希の作品に厳しく指摘を入れることもしばしば。
猫好きであり、春希の留守中はダシマキの世話をしている。
増尾（ますお）
毬虎がアルバイトをしている、メイド喫茶の店長の男性。普段はサングラスをかけている。
プレイボーイであり、女性に対してセクハラ発言をすることもたまにある。
借金取りに追われており、それから逃れるためか変装が趣味。
かつては日高と交際していた。現在も誕生日は覚えているが、年齢は1歳間違えていた。
那並 千麻（ななみ ちあさ）
テレビや雑誌で活躍中のグラビアアイドル。実は春希の元彼女。
春希と別れたのはお互いの仕事が忙しくなったからであり、現在も2人の間にわだかまりは無い。普通に友人として接しているが、春希への想いは健在である。
一見おとなしそうだが、今の自分自身に満足することなく、「女優になる」という真の夢を目指す野心家。
実家は雪国であり、ペンションを経営している。
水晶 晶（すいしょう あきら）
占い師の少女。通称「水晶玉の晶」。通りすがりでよく登場する。
彼女の占いは人気であり、テレビ番組でコーナーも持っている。
お金にがめついが、相談者を思いやる一面も持つ。
景虎（かげとら）
天獣界に住む毬虎の婚約者。
無愛想な自分にコンプレックスを抱いていたが、自分の思いに正直に生きる毬虎と出会うことで考えを改める。
今では毬虎にベタ惚れである。
緋龍（ひりゅう）
天獣界に住む龍楼の弟。
ダシマキ
春希の家にいつの間にか居ついていた猫。
ジェイコブ
謎の外国人男性。
テレビの通販番組や海岸、露天風呂、挙句の果てには結婚式場の神父など、あらゆる場所でモブキャラとして登場する。

## 書誌情報等

### 単行本
芳文社より「まんがタイムKRコミックス」として刊行されている。
1. 第1巻（2009年4月27日発売） ISBN 978-4-8322-7802-8
2. 第2巻（2010年4月27日発売） ISBN 978-4-8322-7907-0